# دالتون (لانکاشر)
دالتون (به انگلیسی: Dalton) یک روستا و محله مدنی در بریتانیا است که در West Lancashire واقع شده‌است. دالتون ۳۸۳ نفر جمعیت دارد.